# جوني جونز
جوني جونز (بالإنجليزية: Johnny Johns)‏ هو مدرب تزلج فني ‏ أمريكي، ولد في القرن العشرين.